# Museo de la Judería Germanoparlante

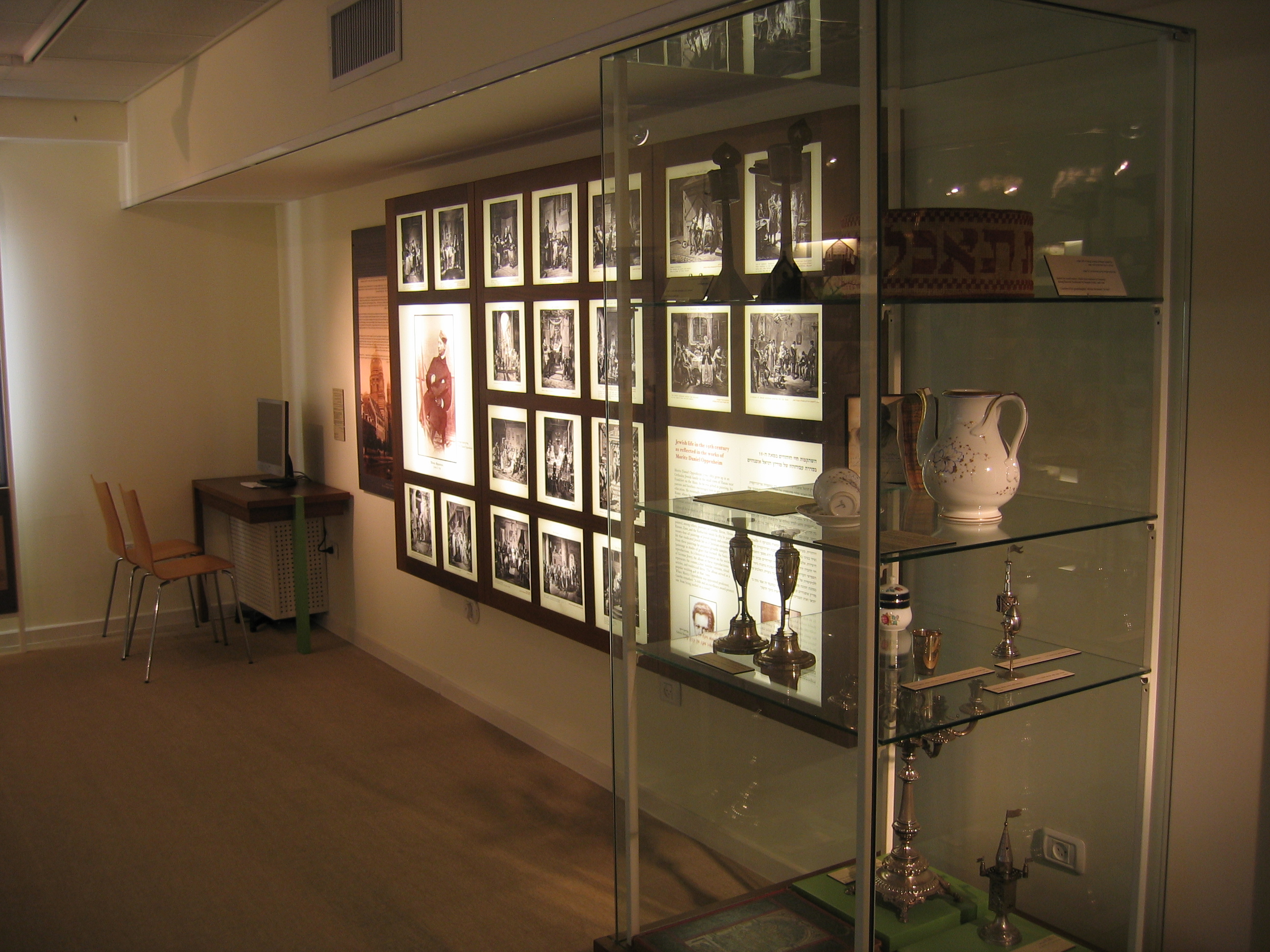

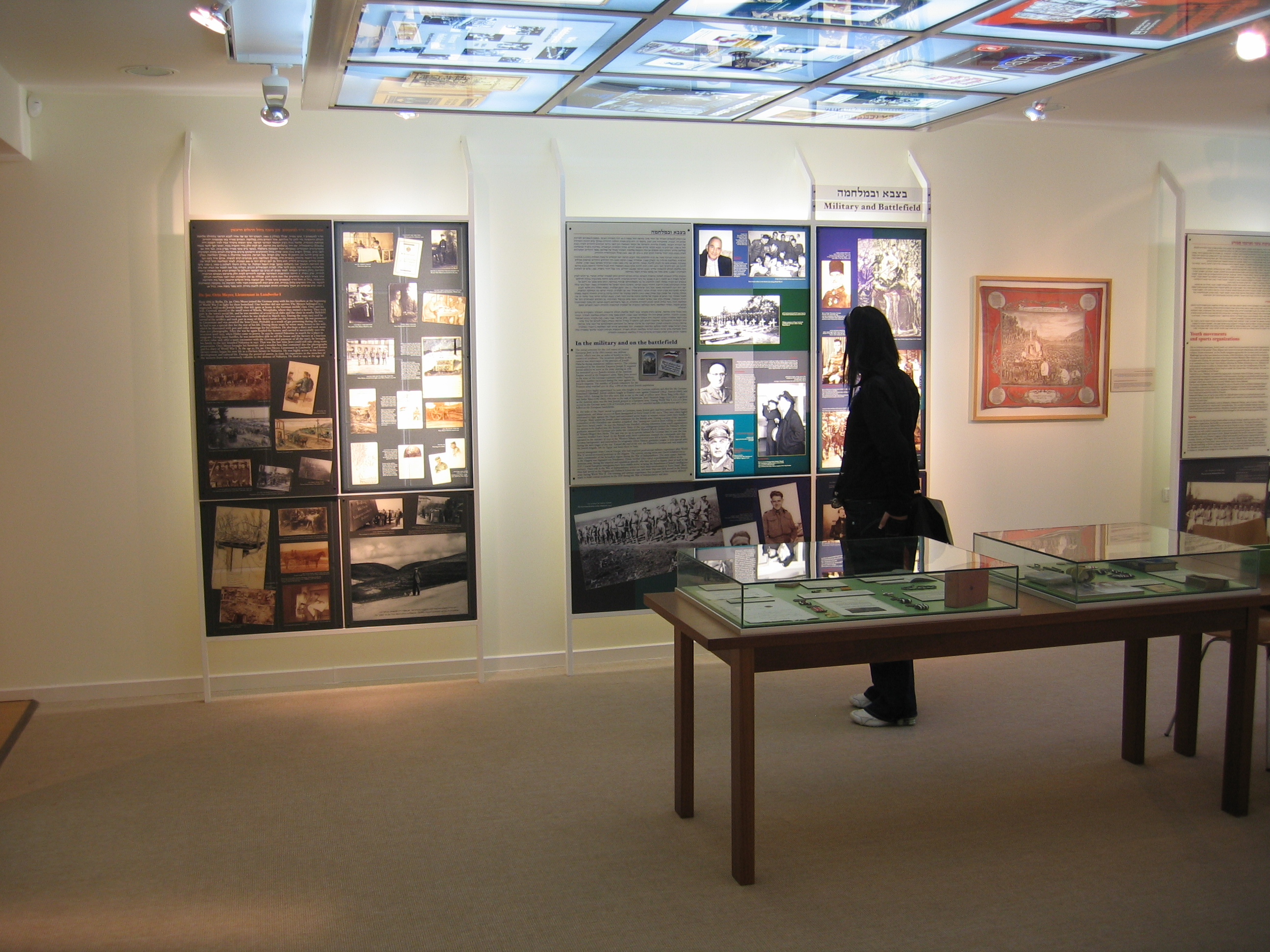

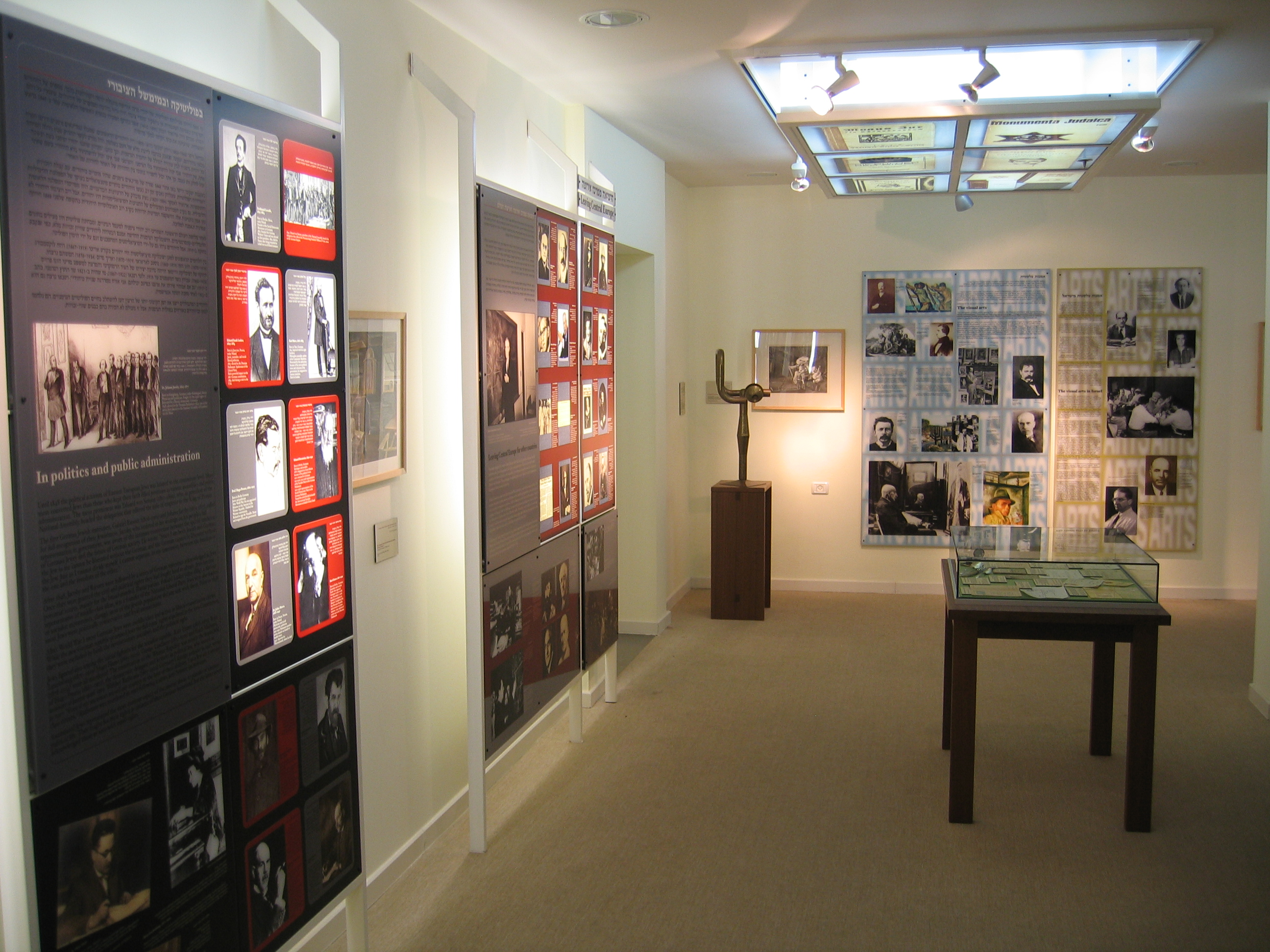

El Museo de la Judería Germanoparlante (en hebreo: המוזיאון ליהדות דוברת גרמנית‎; en alemán: Museum des deutschsprachigen Judentums) es un museo de Israel, ubicado en el distrito de Galilea, al norte del país, en el Parque Industrial Tefen. El museo, también conocido como Museo de Herencia Judeoalemana, está dedicado a la cultura yekke, las comunidades judías de habla alemana y sus aportaciones, con enfoque especial en la región del actual Estado de Israel a partir del siglo xix.

## Contexto histórico
Las comunidades judías europeas de habla alemana procedentes del Europa Central han formado durante siglos parte de los países desarrollados y sus respectivas sociedades, siendo conocidas por sus aportaciones en los campos de la ciencia, la medicina, la ingeniería, la política, la filosofía y la economía.
No es de extrañar, por tanto, que este grupo formaría parte (junto con otras comunidades europeas, sobre todo la rusa) de la base sobre la cual se desarrollaban los avances sociales, políticos y —notablemente en este grupo en particular— científicos, de los judíos de la región de Palestina a partir de las primeras aliot y durante los primeros años del incipiente Estado de Israel.

### Guerra de las lenguas
Tanto fue así, que a principios de la década de 1910 se desató la conocida como «guerra de las lenguas», en torno a la cuestión del idioma que sería usado por los judíos del Imperio otomano y más tarde del Mandato británico como lengua de enseñanza e investigación en escuelas y universidades. En 1913, la Agencia de Ayuda Judeoalemana (Hilfsverein der deutschen Juden), que gestionaba las escuelas judías en la Palestina otomana desde 1905, decidió impartir las clases en la primera escuela secundaria técnica de la historia de la región, el Technikum, en idioma alemán.
Aquella decisión generó un intenso debate público entre los que apoyaban esta posición, teniendo en cuenta que el alemán era considerado en aquella época lengua de la ciencia, siendo además hablado por muchos de los profesores de dicha escuela; y los que opinaban que el hebreo había de ser la lengua hablada por el pueblo judío en su patria, tanto en la vida cotidiana como en la escuela y en la academia. No se trataba únicamente de un debate ideológico, pues el hebreo —hasta entonces principalmente una lengua litúrgica— carecía de muchas palabras modernas, y aún menos de carácter técnico.
Sin embargo, fueron los defensores del hebreo como lengua de enseñanza quienes finalmente ganaron aquel debate, considerado a día de hoy un importante pilar en la restauración del hebreo como lengua moderna. El propio instituto que dio origen al debate, el Technikum, ubicado en la ciudad de Haifa, se convertiría poco después en el Technion, la universidad politécnica de Israel (primera del Levante mediterráneo). La modificación del nombre fue un simbólico indicio del cambio desde el alemán (donde el sufijo -um es común en instituciones de formación avanzada) al hebreo.

## Historia del museo
El museo se desarrolló originalmente a partir de la colección particular de Israel Shiloni, nativo de Nahariya, quien había reunido material histórico donado por amigos y conocidos con el fin de conmemorar la historia y cultura de los judíos de habla alemana del Imperio otomano, el Mandato británico y el Estado de Israel.
A partir de 1968, la colección fue exhibida en el ayuntamiento de la ciudad de Nahariya, hasta que en 1991 fue trasladada al Parque Industrial de Tefen, al este de la ciudad, con la intención de dedicarle algún día un museo propio en este lugar. En 2005, los responsables de la colección y la Asociación de Israelíes de Origen Centroeuropeo (que reúne a ciudadanos israelíes con raíces en Alemania, Austria, la antigua Checoslovaquia y Suiza) firmaron un contrato de colaboración con la administración del parque industrial, tras lo cual el nuevo museo abrió sus puertas al público.

## Exhibiciones

### Historia de los judíos germanoparlantes
La exposición principal del museo está distribuida sobre 400 m² repartidos en dos plantas. Está enfocada en la historia de los judíos germanohablantes de la Europa Central hasta la Segunda Guerra Mundial y su posterior contribución al desarrollo, la economía y la cultura de Israel. Aunque el tema del Holocausto siempre está presente (formando parte de la historia de estas comunidades), el museo evita centrarse en él ya que fue concebido como un museo étnico-cultural y no un museo del Holocausto (diferenciándose por tanto de otros museos de historia judía europea).
Las piezas en exhibición se disponen en orden temático e incluyen presentaciones interactivas que incorporan textos, soportes visuales, fotografías auténticas y películas, incluyendo documentales producidos por el propio museo.

### Exposición Hermann Struck
Una importante exhibición del museo reúne obras del pintor y grabador judeoalemán Hermann Struck (1876-1944), con enfoque en las actividades artísticas de Struck durante sus años en Haifa. También se exhiben materiales del legado personal del artista.

### Cabaña de los pioneros
El museo tiene en exhibición una cabaña original de los primeros días de Nahariya —entonces una localidad en vías de desarrollo— trasladada al museo en su estado original. Fue construida en 1936 y está amueblada «al estilo de los viejos tiempos», con una cama, un inodoro, libros antiguos y un primitivo dispositivo de ducha.
La cabaña cuenta la historia de una pareja de judíos alemanes emigrados al Mandato británico de Palestina en 1934, durante la Quinta Aliyá, formando parte de la liga Blau-Weiß (Azul-Blanco) dentro del Movimiento Juvenil Sionista. Tras haber pasado por un período de formación, donde aprendieron oficios como el de carpintero, barbero y niñera, se instalaron con su grupo en el kibutz Ein Jarod. En 1935 se mudaron a Nahariya, donde compraron una parcela, sobre la que construyeron dos chozas del tipo que se llamaba comúnmente «cabañas de los pioneros». La exposición cuenta su historia como parte del movimiento y la contribución de los pioneros (desde agricultores a científicos) al desarrollo de la vida judía laica en Eretz Israel. La Sociedad Israelí para la Preservación del Legado Histórico se hizo cargo del proyecto y del traslado de la cabaña al museo de Tefen.

### «Ahora se puede contar»
La exhibición «Ahora se puede contar» narra las historias de familias judías de habla alemana que pasaron por la odisea de «cambios de identidad, documentos falsos, nuevos oficios, objetos secretos, migración extraordinaria, huida y reencuentro».

## Biblioteca y archivo
La biblioteca del museo contiene más de 5000 libros, la mayoría en alemán, que transmiten una amplia descripción de la contribución de los judíos alemanes y austriacos (mayormente) en los campos de la prosa, la poesía, la filosofía, la ciencia, la política y la literatura científica.
El archivo del museo conserva numerosos documentos históricos —incluyendo certificados, cartas, fotografías y diversos objetos entregados—, que sirven principalmente a académicos de todo el mundo en su investigación de la historia de las comunidades judías de estas procedencias.